# Stora Stamsjön
Stora Stamsjön är en sjö i Härryda kommun och Lerums kommun i Västergötland och ingår i Göta älvs huvudavrinningsområde. Sjön är 12 meter djup, har en yta på 0,617 kvadratkilometer och befinner sig 87,1 meter över havet. Sjön avvattnas av vattendraget Alebäcken. Vid provfiske har abborre, gädda och mört fångats i sjön.

## Delavrinningsområde
Stora Stamsjön ingår i det delavrinningsområde (640509-128872) som SMHI kallar för Utloppet av Stora Stamsjön. Medelhöjden är 108 meter över havet och ytan är 8,71 kvadratkilometer. Räknas de 2 avrinningsområdena uppströms in blir den ackumulerade arean 12,26 kvadratkilometer. Alebäcken som avvattnar avrinningsområdet har biflödesordning 3, vilket innebär att vattnet flödar genom totalt 3 vattendrag innan det når havet efter 29 kilometer. Avrinningsområdet består mestadels av skog (74 %). Avrinningsområdet har 1,5 kvadratkilometer vattenytor vilket ger det en sjöprocent på 17,2 %. Bebyggelsen i området täcker en yta av 0,61 kvadratkilometer eller 7 % av avrinningsområdet.